# Hindersböle
Hindersböle är en stadsdel i Mariehamns stad. Fram till 1961 var Hindersböle en by i Jomala kommun. I samband med att Mariehamn fyllde 100 år inkorporerades området med staden och blev en stadsdel. Här låg tidigare gårdarna Hindersböle gård och Stentorpa. Idag är stadsdelen främst ett bostadsområde med endast ett fåtal affärer och små företag. Här finns Sankt Mårtens kyrka.

## Kultur
I mitten av 90-talet gjorde sig rock-coverbandet Hindersböle Brothers kända över hela Åland med ett flertal spelningar på Berghyddan, Klippan, Solbacka och Köpmannamässan.
Leo Lundberg, bördig från Mariehamn, har gjort låten Hindersböle tillsammans med sitt band Leo med Lådan.